# Provincial Electric Construction
Provincial Electric Construction Co. Ltd. war ein britischer Hersteller von Automobilen.

## Unternehmensgeschichte
Das Unternehmen aus Liverpool begann 1904 mit der Produktion von Automobilen. Der Markenname lautete Provincial. 1905 endete die Produktion.

## Fahrzeuge
Im Angebot standen zwei Modelle. Das kleinere Modell war ein Zweisitzer, der von einem Einzylindermotor mit 6,5 PS Leistung angetrieben wurde. Das größere Modell hatte einen Zweizylindermotor mit 12 PS Leistung. Die Tonneaukarosserie bot Platz für vier Personen.